# رود آنیش
رود آنیش (انگلیسی: Anish) یک رودخانه در استان چوواشستان کشور روسیه است.